# Гімн Бельгії
La Brabançonne (фр.: [la bʁabɑ̃sɔn] (La Brabançonne); нід. "De Brabançonne"; нім. "Das Lied von Brabant"; пісня про Брабант) — національний гімн Бельгії. Існує у трьох версіях: німецькою, французькою та нідерландською мовами.

## Історія написання
Відповідно до легенди гімн був написаний у вересні 1830 року молодим революціонером під псевдонімом Жанневаль, який вперше зачитав слова гімну у брюссельському кафе Aigle d'Or café.
Справжнє ім'я Жанневаля було Луі Александр Деше і він був актором у театрі «Монета» (Le Théâtre de la Monnaie), де в серпні 1830 року розпочалась Бельгійська революція. Автор гімну загинув 18 жовтня 1830 під час війни. Музику до La Brabançonne написав Франсуа ван Кампенгаут, який був диригентом у цьому ж театрі. Вперше зіграна у вересні 1830 року.
Гімн отримав офіційний статус у 1860 році, після видалення рядків з випадами у сторону Принца Оранського.
Як багато елементів бельгійського фольклору, національний гімн має багато спільного з гімном Франції «La Marseillaise».
Наразі офіційним гімном є тільки перший вірш пісні.

## Текст

### Французька мова

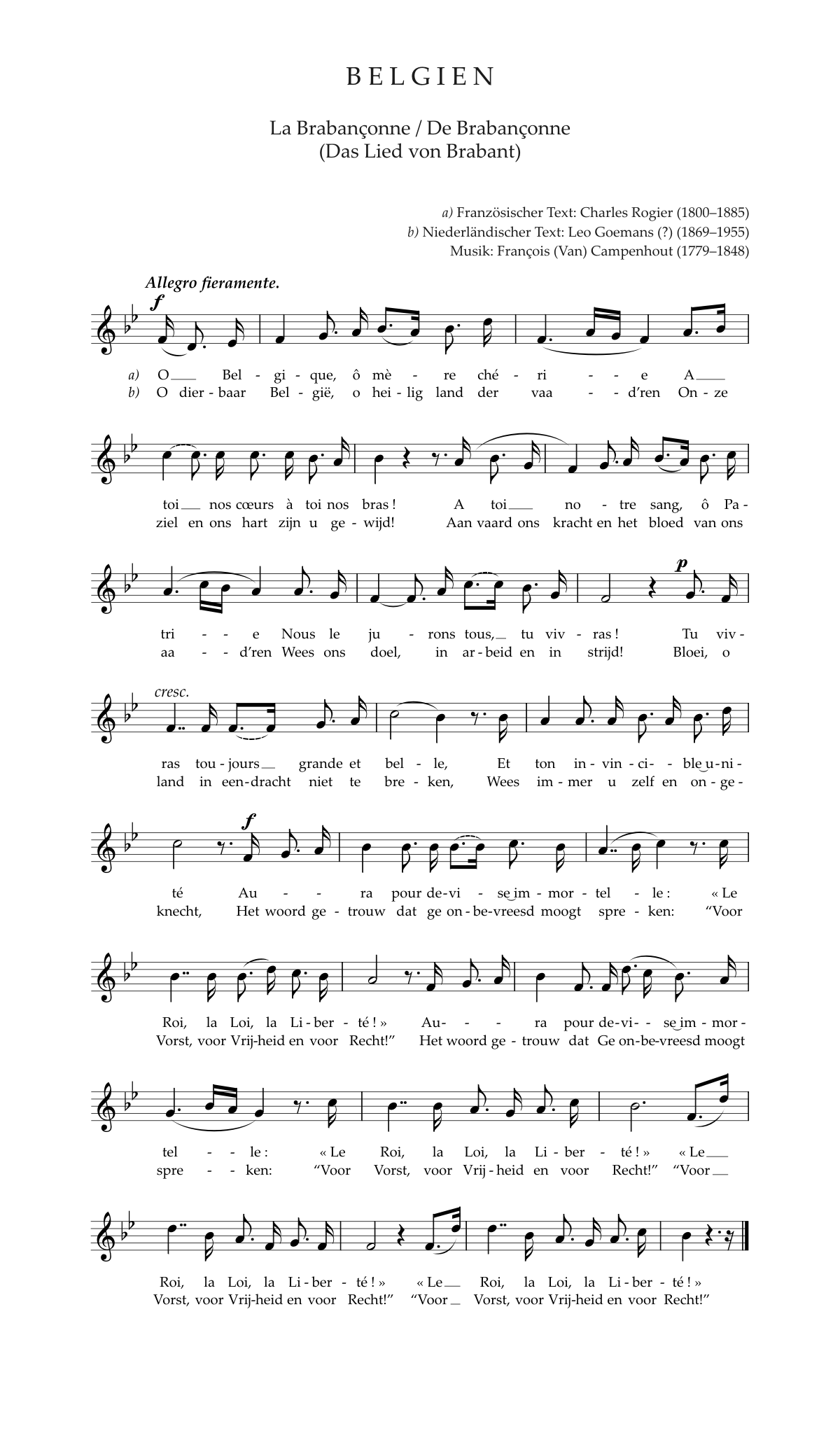
Пісня

Ô Belgique, ô mère chérie,
À toi nos cœurs, à toi nos bras,
À toi notre sang, ô Patrie !
Nous le jurons tous, tu vivras !
Tu vivras toujours grande et belle: Et ton invincible unité
Aura pour devise immortelle :
Le Roi, la Loi, la Liberté !
Aura pour devise immortelle :
Le Roi, la Loi, la Liberté !
Le Roi, la Loi, la Liberté !
Le Roi, la Loi, la Liberté !

### Нідерландська мова
O dierbaar België, O heilig land der Vad'ren,
Onze ziel en ons hart zijn u gewijd.
Aanvaard ons kracht en bloed van ons ad'ren,
Wees ons doel in arbeid en in strijd.
Bloei, o land, in eendracht niet te breken;
Wees immer uzelf en ongeknecht,
Het woord getrouw, dat g' onbevreesd moogt spreken,
Voor Vorst, voor Vrijheid en voor Recht!
Het woord getrouw, dat g' onbevreesd moogt spreken,
Voor Vorst, voor Vrijheid en voor Recht!
Voor Vorst, voor Vrijheid en voor Recht!
Voor Vorst, voor Vrijheid en voor Recht!

### Німецька мова
O liebes Land, o Belgiens Erde,
Dir unser Herz, Dir unsere Hand,
Dir unser Blut, dem Heimatherde,
wir schworen's Dir, o Vaterland!
So blühe froh in voller Schöne,
zu der die Freiheit Dich erzog,
und fortan singen Deine Söhne:
«Gesetz und König und die Freiheit hoch!»: und fortan singen Deine Söhne:
«Gesetz und König und die Freiheit hoch!»: «Gesetz und König und die Freiheit hoch!»: «Gesetz und König und die Freiheit hoch!»